# Підсрібник Ніобея
Підсрібник Ніобея (Argynnis niobe) — вид денних метеликів родини сонцевиків (Nymphalidae).

## Назва
Вид названий ім'ям персонажа грецької міфології - Ніоби, дружини фіванського царя Амфіона, яка втратила всіх своїх дітей за образу Латони, матері Аполлона та Артеміди.

## Поширення
Вид поширений у Європі та помірній Азії від Іспанії до Кореї. В Україні трапляється у лісовій зоні, Карпатах та Кримських горах. У лісостеповій та степовій зонах рідкісний.

## Опис
Розмах крил 45-60 мм. Довжина переднього крила 23-33 мм. Верхня сторона передніх крил рудого забарвлення з чорним малюнком. Низ переднього крила також рудий з чорними плямами, біля вершини є декілька світлих і бурих плям. Передні крила самців зверху без груп виступаючих лусочок по жилках. Низ заднього крила жовтуватий. Біля зовнішнього краю білі плями з бурими півмісяцями, за ними йде смуга фонового кольору, потім смуга бурого напилення, в якому видно рудуваті вічка з блакитними ядрами.
Гусениця коричнева із світлішою спиною, однією білою і двома жовтими спинними смугами, чорними віконцями і сірими шипами.

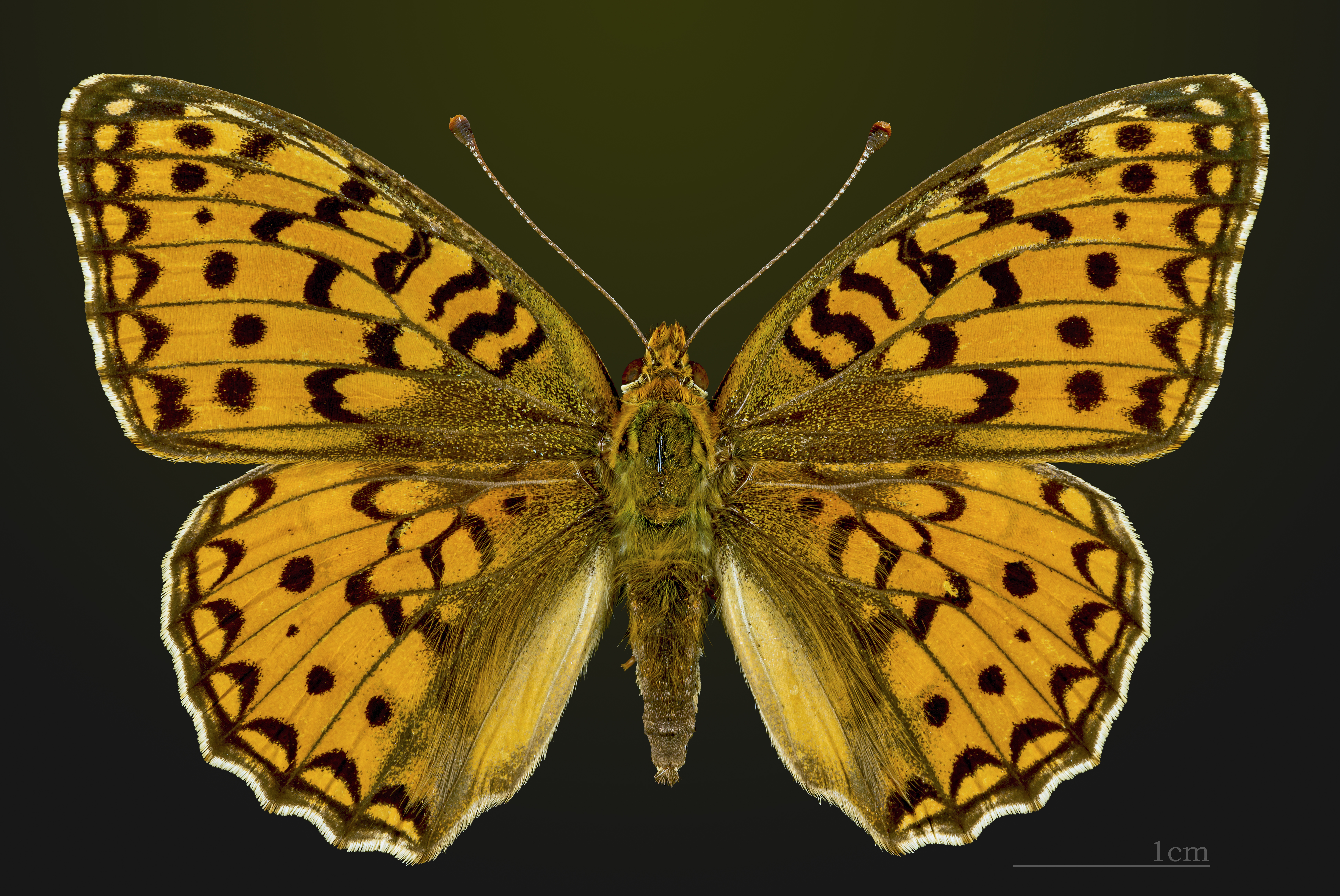
Дорсальна (верхня) сторона
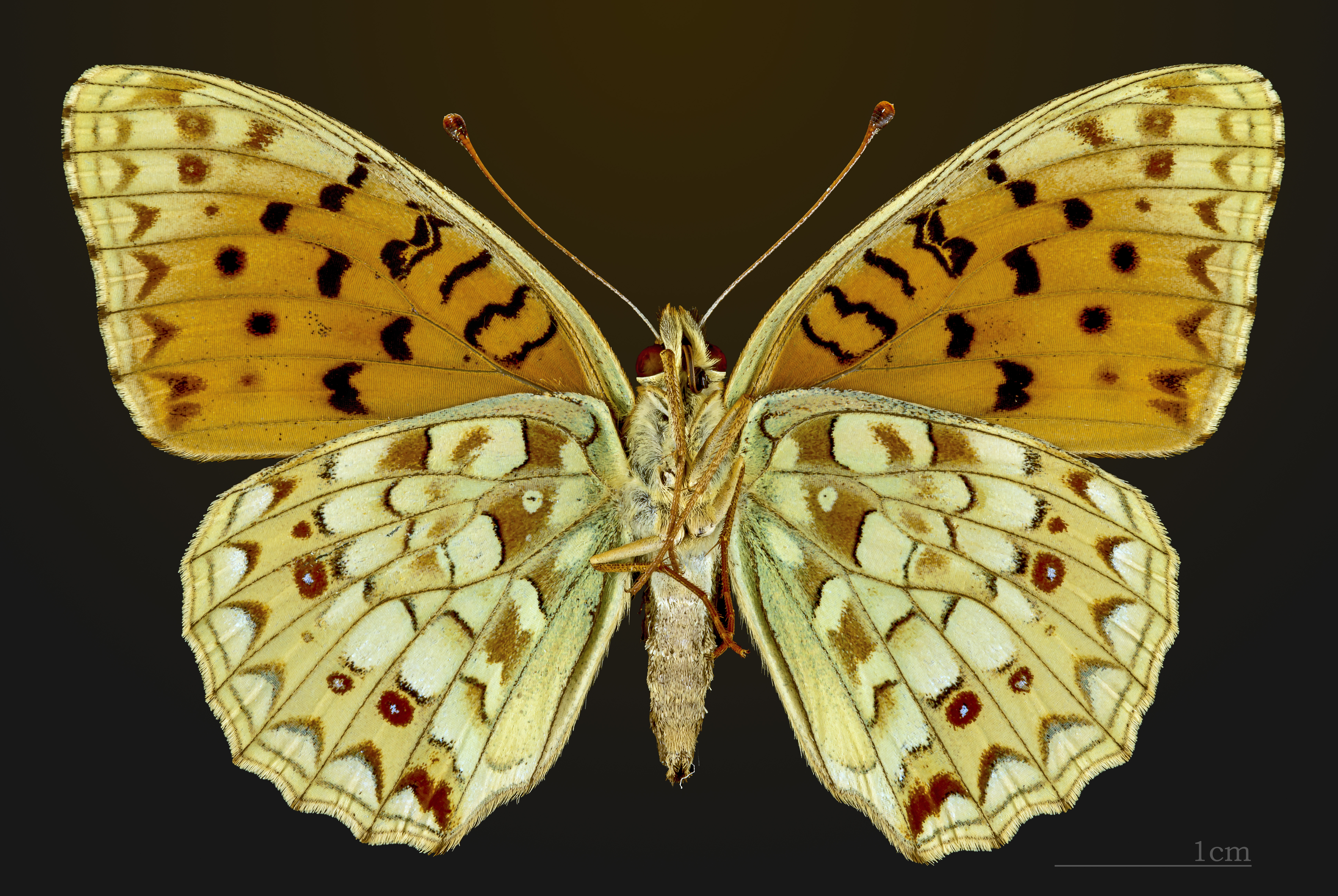
Вентральна (нижня) сторона

## Спосіб життя
Метелики літають у травні-червні. Самиці відкладають яйця на фіалки (фіалка триколірна, фіалка собача, фіалка Рівіна, фіалка запашна,фіалка шорстка, фіалка болотна) або подорожника ланцетолистого. Гусениці ведуть потайний спосіб життя. Велику частину часу проводять в укритті з листя, залишаючи його тільки для харчування. Виростають до 35 мм. Заляльковуються всередині просторого кокона між стеблами рослин поблизу від поверхні ґрунту.